# Pam Fletcher
Pour les articles homonymes, voir Fletcher.
Pam Fletcher, née le 30 janvier 1963 à Acton, est une ancienne skieuse alpine américaine.

## Coupe du monde
- Meilleur résultat au classement général : 23e en 1986
  - 1 victoire : 1 descente

### Saison par saison
- Coupe du monde 1983 :
  - Classement général : 58e
- Coupe du monde 1984 :
  - Classement général : 82e
- Coupe du monde 1986 :
  - Classement général : 23e
    - 1 victoire en descente : Vail
- Coupe du monde 1987 :
  - Classement général : 42e
- Coupe du monde 1988 :
  - Classement général : 44e
- Coupe du monde 1989 :
  - Classement général : 72e